# 李振寧
李振寧（羅馬拼音：Lǐzhènníng，1995年11月5日—），中國男子演唱團體UNINE成員，黑金經紀BGTalent旗下藝人。2019年參加愛奇藝偶像男團競演養成類真人秀《青春有你》，最終以第二名成團出道。粉丝名为“桉叶”，应援色为勿忘草色 。

## 經歴
2019年1月，作為黑金計劃訓練生參加愛奇藝青年勵志綜藝節目《青春有你》。4月6日，在總決賽最終獲得第二名，與李汶翰、姚明明、管櫟、嘉羿、胡春楊、夏瀚宇、陳宥維、何昶希組成男子演唱組合UNINE，並正式出道。
5月6日，隨UNINE發布首張EP《UNLOCK》。
5月9日，開始录制《UNINE蹦吧》團綜。
5月25日起，隨UNINE參加"RUN TO U"全國粉絲見面會。
2020年10月6日，隨UNINE在北京舉辦畢業演唱會，正式從該組合畢業。
11月5日，發佈首張個人EP《深深》。
2021年6月14日，首次發佈個人創作單曲《陰天》
7月29日，發佈個人創作單曲《深晴》。

## 人物、表演評價
在《青春有你》第四期《後退》表演中，蔡依林評論李振寧的表演非常亮眼，而且很抓人眼球。張藝興認為李振寧把整個舞蹈給抓住了，“蠻棒的”。娛樂网評他表演扯領帶性感滿分。在《青春有你》第六期《Turn Up》表演中，蔡依林評李振寧跳得很好，有另外一種不一樣的感覺，表現很成功。第十期《Highlight》彩排時，徐明浩說李振寧很有團隊精神，因為他把最亮眼和最重要的C位讓給了自己的好朋友，認為李振寧一上台就非常吸引人，跟台下完全不一樣。
李振寧一開始一直認為自己是節目裡的一個＂小透明＂。直到小組對決《後退》的公演舞臺時，因為其亮眼的舞蹈和表情掌控，讓導師和粉絲看到了他的實力與魅力。從那之後，每一次都能帶來完美舞臺的李振寧，人氣極速飆升！ 最後成功出道。他所堅信的"越努力 越優秀"，站在舞臺上就要秀出最好的自己，最終成為逆襲之最的他，讓更多人看到了努力背後換來的力量是如此強大。

## 音樂作品

### 個人單曲
| 發行日期      | 單曲名稱                            | 备注                               |
| 2021年2月25日 | 《南國春早 （页面存档备份，存于）》 | 收錄於我和我的家鄉第二季「歌曲篇」 |
| 2021年6月13日 | 《陰天》                            |                                    |
| 2021年7月29日 | 《深晴》                            |                                    |
| 2022年6月21日 | 《Luv&Hope》                        |                                    |
| 2022年8月31日 | 《采擷溫柔》                        |                                    |
| 2022年9月20日 | 《佚名》                            |                                    |
| 2023年7月10日 | 《自由限時出售》                    |                                    |
| 2023年9月27日 | 《不息》                            |                                    |
| 2023年11月1日 | 《瞞》                              |                                    |
| 2024年5月21日 | 《背對》                            |                                    |
| 2024年11月2日 | 《不停滯的鐘》                      |                                    |
| 2024年12月1日 | 《不巧又是雨天》                    |                                    |

### 迷你專輯
| #   | 專輯資料                                                                                    | 曲目                                                                                       | 備註                   |
| 1st | 《深深》 - 發行日期：2020年11月5日 - 語言：漢語普通話 - 唱片公司：黑金計劃 - 形态：數字专辑 | 曲目 1. Moonlight 2. 你壞壞 3. 翻臉 4. Moonlight（伴奏） 5. 你壞壞（伴奏） 6. 翻臉（伴奏） | 以個人歌手正式出道作品 |

### 合作单曲
| 發行日期       | 單曲名稱                            | 合作艺人                                                                   | 备注                             |
| 2019年12月15日 | 《梦想 （页面存档备份，存于）》     | 刘昊然、杨紫、关晓彤、于斌、宋继扬、郑繁星、曹煜辰、李泊文、高秋梓、宋秉扬 | 《第八届中国大学生电视节》主题曲 |
| 2020年7月23日  | 《少年有夢 （页面存档备份，存于）》 | 管櫟、姚柏南                                                               | 《漂亮書生》主题曲               |
| 2021年3月9日   | 《青春如你 （页面存档备份，存于）》 | UNINE所有成員                                                              | 《榮耀乒乓》片尾曲               |
| 2021年3月23日  | 《STAR （页面存档备份，存于）》     | UNINE所有成員                                                              | 《一起深呼吸》片尾曲             |
| 2020年12月1日  | 《向光 （页面存档备份，存于）》     | 李子璇、尤超白、祖婭納惜                                                   | 禁毒防艾主題曲                   |

## 影視作品

### 网络剧
| 開播日期      | 播放频道/平台 | 劇名           | 角色 |
| 2021年7月20日 | 優酷          | 谈恋爱前先吃饭 | 言喻 |

### 專屬節目
| 日期                       | 播放频道/平台                        | 節目名稱             | 內容                    |
| 2019年4月9日-2019年7月21日 | UNINE官方微博 （页面存档备份，存于） | U&NINE Vlog          | 成員日常生活 (共100期） |
| 2020年10月6日起持續更新    | 李振寧工作室官方微博                 | 李大強的考拉餵養日記 | 李振寧日常              |

### MV音樂录像带
| 日期           | 曲目                                  | 专辑名稱    | 歌手   |
| 2019年6月24日  | 《Bomba （页面存档备份，存于）》      | 《UNLOCK》  | UNINE  |
| 2019年11月18日 | 《Set It Off （页面存档备份，存于）》 | 《UNUSUAL》 | UNINE  |
| 2020年12月18日 | 《Moonlight》                         | 《深深》    | 李振寧 |

### 綜藝節目
| 年份   | 日期                  | 播放频道/平台  | 節目名稱                                | 出演集數                       | 備註                                                       |
| 2019   | 1月21日-4月6日        | 愛奇藝         | 《青春有你》                            | 共12期                         | 以第二名成功出道                                           |
| 2019   | 2月6日                | Youtube        | 《HEY! HOLIDAY》 （页面存档备份，存于） |                                | 黑金计划首档团综                                           |
| 2019   | 3月9日                | 愛奇藝         | 《青春藝能學院》                        | 第6期                          |                                                            |
| 2019   | 4月6日                | 愛奇藝         | 《青春藝能學院》                        | 第10期                         |                                                            |
| 2019   | 4月13日               | 愛奇藝         | 《青春藝能學院》                        | 第11期                         |                                                            |
| 2019   | 4月20日               | 愛奇藝         | 《青春藝能學院》                        | 第12期                         |                                                            |
| 2019   | 5月9日-6月13日        | 愛奇藝         | 《UNINE蹦吧》                           | 第1-6期                        | 固定出演                                                   |
| 2019   | 5月15日               | CCTV           | 《亞洲文化嘉年華》                      |                                | 青春亞洲組合                                               |
| 2019   | 7月4日-7月11日        | 愛奇藝         | 《Vlog營業中》                          | 第1-2期                        | 固定出演                                                   |
| 2019   | 7月18日-8月1日        | 愛奇藝         | 《UNINE蹦吧－夏日季》                   | 第1-3期                        | 固定出演                                                   |
| 2019   | 8月4日                | 愛奇藝         | 《2019愛奇藝尖叫之夜》                  |                                |                                                            |
| 2019   | 8月7日                | CCTV           | 《天下有情人》                          |                                |                                                            |
| 2019   | 9月23日               | CCTV-17        | 《丰收中国》                            |                                |                                                            |
| 2019   | 10月12日-11月3日      | 腾讯视频       | 《超新星運動會第二季》                  | 第1-7期                        |                                                            |
| 2019   | 12月19日-2020年3月5日 | 爱奇艺         | 《Vlog營業中第二季》                    | 第1-12期                       |                                                            |
| 2019   | 12月26日              | 优酷           | 《益起追光吧》                          |                                |                                                            |
| 2019   | 12月31日              | 湖南衛視       | 《2020年湖南衛視跨年演唱會》            |                                |                                                            |
| 2020   | 1月5日                | 芒果TV         | 《野生厨房第二季》                      | 第8期                          |                                                            |
| 2020   | 1月11日               | CCTV-3         | 《我要上春晚》                          |                                |                                                            |
| 2020   | 1月23日               |                | 《2020央视小年夜晚会》                  | 歌曲《丰收进行曲》             |                                                            |
| 2020   | 1月27日               |                | 《开门大吉》                            | 歌曲《十二生肖》和《龙的传人》 |                                                            |
| 2020   | 5月5日                | 江蘇衛視       | 《江蘇衛視55盛典青春選擇之夜》          |                                |                                                            |
| 2020   | 6月18日               | 湖南衛視       | 《湖南衛視618超拚夜》                   |                                | 演唱《Ready Go》                                           |
| 2020   | 7月13日               | 芒果TV         | 《親愛的，請放鬆》                      | 第8期                          |                                                            |
| 2020   | 7月16日-8月16日       | 騰訊視頻       | 《超新星運動會第三季》                  | 第1-4期                        |                                                            |
| 2020   | 9月20日               | 芒果TV         | 《看見美好生活》                        | 歌曲《堅不可摧的老板》         |                                                            |
| 2020   | 9月30日               | 愛奇藝         | 《親愛的小課桌》                        | 第6期                          |                                                            |
| 2020   | 10月6日               | 騰訊視頻       | 《榮耀美少女第二季》                    | 第6期                          |                                                            |
| 2020   | 11月5日               | QQ音乐         | 《見面吧!電台》                         |                                | 演唱《Moonlight》                                          |
| 2020   | 12月30日              | 芒果TV         | 《出發吧哥哥姐姐》                      |                                |                                                            |
| 2020   | 12月31日              | 湖南衛視       | 《2021湖南衛視跨年演唱會》              |                                |                                                            |
| 2021   | 1月1日                | 湖南衛視       | 《破曉2021》                            |                                | 演唱《微光海洋》                                           |
| 2021   | 1月11日               | 芒果TV         | 《出發吧》                              | 第1期                          |                                                            |
| 2021   | 1月18日               |                | 《明偵的驚喜福袋》                      |                                | 驚喜嘉賓                                                   |
| 2021   | 1月24日               | 抖音           | 《無限偶像》                            |                                | 合作舞台《陽光彩虹小白馬》                                 |
| 2021   | 2月26日               | 浙江衛視       | 《天賜的聲音第二季》                    | 第7期                          | 演唱《唇唇欲動》                                           |
| 2021   | 4月3日                | 浙江衛視       | 《天賜的聲音第二季》                    | 第12期                         | 演唱《殺破狼》                                             |
| 2021   | 4月3日-4月10日        | 百視TV         | 《金曲青春》                            | 第1-2期                        |                                                            |
| 2021   | 5月1日                |                | 《一起下廚房》                          |                                |                                                            |
| 2021   | 5月5日                |                | 《嘴強亡者脫口秀之夜》                  |                                | 個人脫口秀首秀                                             |
| 2021   | 7月24日               |                | 《贏戰東京》                            |                                | 騰訊體育東京奧運特別節目                                   |
| 2021   | 8月14日               | 浙江衛視       | 《聽說很好吃》                          | 第5期                          |                                                            |
| 2021   | 8月17日               | 騰訊視頻       | 《24小時海島日記》                      |                                |                                                            |
| 2021   | 8月20日               |                | 《音樂玩家》                            |                                |                                                            |
| 2021   | 9月10日               |                | 《流淌的歌聲2021時光盛典》              |                                | 唱响《夜空中最亮的星》、《最美》、《Don't Break My Heart》 |
| 2021   | 10月30日              | 騰訊視頻       | 《超新星運動會 第四季》                 |                                |                                                            |
| 2022年 | 1月14日               | 北京广播电视台 | 《冬夢之約第二季》                      |                                |                                                            |
| 2022年 | 1月28日               | 北京广播电视台 | 《冬夢之約第二季冰雪盛典》              |                                | 演唱《閃耀》                                               |
| 2022年 | 8月13日               | 中央广播电视台 | 《全球中文音樂榜上榜》                  |                                | 演唱《深晴》、《愛和希望》                                 |
| 2022年 | 9月2日                |                | 《BOE解憂實驗室》                       |                                |                                                            |
| 2022年 | 12月22日              | 芒果TV         | 《百分百開麥》                          | 第1期                          | 演唱《佚名》                                               |

## 獎項

### 大型頒獎典禮獎項
| 年份   | 頒獎典禮                | 獎項                                    | 備註          |
| 2019年 | 全球华人歌曲排行榜      | 年度最受欢迎新人                        | UNINE團體獎項 |
| 2019年 | ELLEMEN睿士电影英雄盛典 | 年度最佳Idol团体                        | UNINE團體獎項 |
| 2019年 | 2020爱奇艺尖叫之夜      | 年度人气组合歌手 （页面存档备份，存于） | UNINE團體獎項 |
| 2019年 | 费加罗风尚盛典          | 年度人气偶像组合 （页面存档备份，存于） | UNINE團體獎項 |
| 2019年 | 新浪风格大赏            | 年度偶像组合 （页面存档备份，存于）     | UNINE團體獎項 |
| 2020年 | 2019微博之夜            | 微博年度进取团体                        | UNINE團體獎項 |
| 2020年 | 微博星耀盛典            | 微博最受海外粉絲歡迎藝人                | UNINE團體獎項 |
| 2021年 | 精品傳媒風格盛典        | 年度突破歌手大獎                        | 個人獎項      |

## 活动

### 粉丝見面會
| 日期                                  | 地點   | 備註               |
| 青春有你·未來可期 愛奇藝VIP千人見面會 |        |                    |
| 2019年3月31日                         | 北京站 | 《青春有你》20強   |
| UNINE 《RUN TO YOU》 全國巡回見面會   |        |                    |
| 2019年5月25日                         | 武汉站 | UNINE所有成員      |
| 2019年6月8日                          | 上海站 | UNINE所有成員      |
| 2019年6月9日                          | 重庆站 | UNINE所有成員      |
| 2019年6月15日                         | 北京站 | UNINE所有成員      |
| 2019年6月29日                         | 福州站 | UNINE所有成員      |
| 2019年7月6日                          | 杭州站 | UNINE所有成員      |
| 2019年7月27日                         | 成都站 | UNINE所有成員      |
| UNINE畢業演唱會 2020《閃亮的日子》    |        |                    |
| 2020年10月6日                         | 北京   | UNINE所有成員      |
| 李振寧 《芜》 2021 FAN MEETING        |        |                    |
| 2021年3月6日                          | 天津   | 首場個人粉絲見面會 |
| 2021年6月13日                         | 上海   |                    |

### 其它大型表演
| 日期           | 主題                       | 備註                 |
| 2019年5月15日  | 亞洲文化嘉年華             | UNINE所有成員        |
| 2019年6月2日   | 樂華娛樂十周年紀念演唱會   | UNINE所有成員        |
| 2019年8月4日   | 愛奇藝尖叫之夜演唱會       | UNINE所有成員        |
| 2019年8月7日   | 中央衛視七夕晚會           | UNINE所有成員        |
| 2019年8月31日  | 2019華人歌曲音乐盛典       | UNINE所有成員        |
| 2019年9月23日  | 中國農民豐收節晚會         | UNINE所有成員        |
| 2019年11月16日 | BAZAAR芭莎明星慈善夜       | UNINE所有成員        |
| 2019年12月2日  | 第二屆海南島國際電影節     | UNINE所有成員        |
| 2019年12月4日  | Mnet亞洲音樂大獎           | UNINE所有成員        |
| 2019年12月7日  | 費加羅風尚盛典             | UNINE所有成員        |
| 2019年12月10日 | 新浪風尚大賞               |                      |
| 2019年12月31日 | 快乐中国湖南卫视跨年演唱会 | UNINE所有成員        |
| 2020年5月5日   | 江蘇衛視聚划算55青春之夜   | UNINE所有成員        |
| 2020年6月17日  | 湖南衛視618超拼夜          | UNINE所有成員        |
| 2020年8月17日  | 東方衛視818超級秀          | UNINE所有成員        |
| 2020年10月1日  | 湖南衛視中秋之夜           | 出演短劇《高考2020》 |
| 2020年11月10日 | 湖南衛視1111超拼晚會       |                      |
| 2020年12月5日  | 第三屆海南島國際電影節     |                      |
| 2020年12月31日 | 快乐中国湖南卫视跨年演唱会 |                      |

## 《青春有你》參賽表現

### 《青春有你》演唱曲目
| 環節                  | 曲目                                     | 原唱者                                                                     | 合作演唱者                                                         | 評級 | 助力值 | 排名 |
| 首次等級評定          | 《Jump Up! 聚光 （页面存档备份，存于）》 | 黑金計劃: 施展、李振寧、區天瑞、師銘澤、姚博嵐                             | 黑金計劃: 施展、區天瑞、師銘澤、姚博嵐                             | D    |        |      |
| 青春有你主题評級      | 《青春有你》主題曲                       |                                                                            |                                                                    | C    |        |      |
| 小組對決              | 《後退 （页面存档备份，存于）》          | 梁根荣                                                                     | 施展、展羽、王加一、孫澤霖、楊朝陽、圳南                           |      | 163    | 3    |
| 位置測評              | 《Turn Up （页面存档备份，存于）》       | 周湯豪                                                                     | 管櫟 、胡文煊、蘇宇航、姚明明、殷實                                |      | 185    | 25   |
| 主題考核+原唱歌曲公演 | 《重塑 （页面存档备份，存于）》          | 李汶翰、李振寧、姚明明、胡春楊、何昶希、師銘澤、伯遠                       | 李汶翰、姚明明、胡春楊、何昶希、師銘澤、伯遠                       |      | 24     | 11   |
| 師生合作舞臺          | 《Highlight （页面存档备份，存于）》     | Seventeen                                                                  | 徐明浩、伯遠、沈群豐、師銘澤、文鄴辰、吳澤林、展羽                 |      |        |      |
| 決賽公演舞臺          | 《暖色 （页面存档备份，存于）》          | 管櫟、李振寧、徐方舟、邵浩帆、陳濤、嘉羿、施展、姚弛、王喆、鄧超元、吳澤林 | 管櫟、徐方舟、邵浩帆、陳濤、嘉羿、施展、姚弛、王喆、鄧超元、吳澤林 |      |        |      |

《青春有你》排名一覽
|      | 第一期 | 第二期 | 第三期 | 第四期 | 第五期 | 第六期 | 第七期 | 第八期 | 第九期 | 第十期 | 第十一期 | 第十二期 |
| 排名 | 37     | 48     | 62     | 未公佈 | 21     | 10     | 未公佈 | 13     | 未公佈 | 7      | 未公佈   | 2        |

## 公益活動
2019年2月，李振寧與其他訓練生一起來到河北南峪村，體驗農家野趣，一起制作表演木偶戲，親身體驗“百美村宿”，呼籲大家參與扶貧項目，提倡公益價值，引導社會正能量價值觀。
2019年3月，李振寧在全國第41個植樹節來臨之際隨《青春有你》節目參與植樹播種“青春有你愛心林”。

## 外部連結
- 李振寧的新浪微博